# Smolan (Kansas)
Smolan é uma cidade localizada no estado americano de Kansas, no Condado de Saline.

## Demografia
Segundo o censo americano de 2000, a sua população era de 218 habitantes.
Em 2006, foi estimada uma população de 212, um decréscimo de 6 (-2.8%).

## Geografia
De acordo com o United States Census Bureau tem uma área de
0,4 km², dos quais 0,4 km² cobertos por terra e 0,0 km² cobertos por água. Smolan localiza-se a aproximadamente 391 m acima do nível do mar.

## Localidades na vizinhança
O diagrama seguinte representa as localidades num raio de 24 km ao redor de Smolan.